# Enosburg Falls
Enosburg Falls est un village à l'intérieur du canton d'Enosburgh au Vermont aux États-Unis dans le comté de Franklin. La population était de 1 473 en 2000.  Le village fut incorporé le 15 novembre 1892.

## Démographie
| Groupe            | Enosburg Falls | Vermont | États-Unis |
| ----------------- | -------------- | ------- | ---------- |
| Blancs            | 97,4           | 95,3    | 72,4       |
| Métis             | 1,6            | 1,7     | 2,9        |
| Amérindiens       | 0,6            | 0,4     | 0,9        |
| Autres            | 0,4            | 2,6     | 23,8       |
| Total             | 100            | 100     | 100        |
|                   |                |         |            |
| Latino-Américains | 0,6            | 1,5     | 16,7       |

Selon l'American Community Survey, pour la période 2011-2015, 96,53 % de la population âgée de plus de 5 ans déclare parler l'anglais à la maison, 2,86 % le français et 0,62 % une autre langue.